# Mauveine

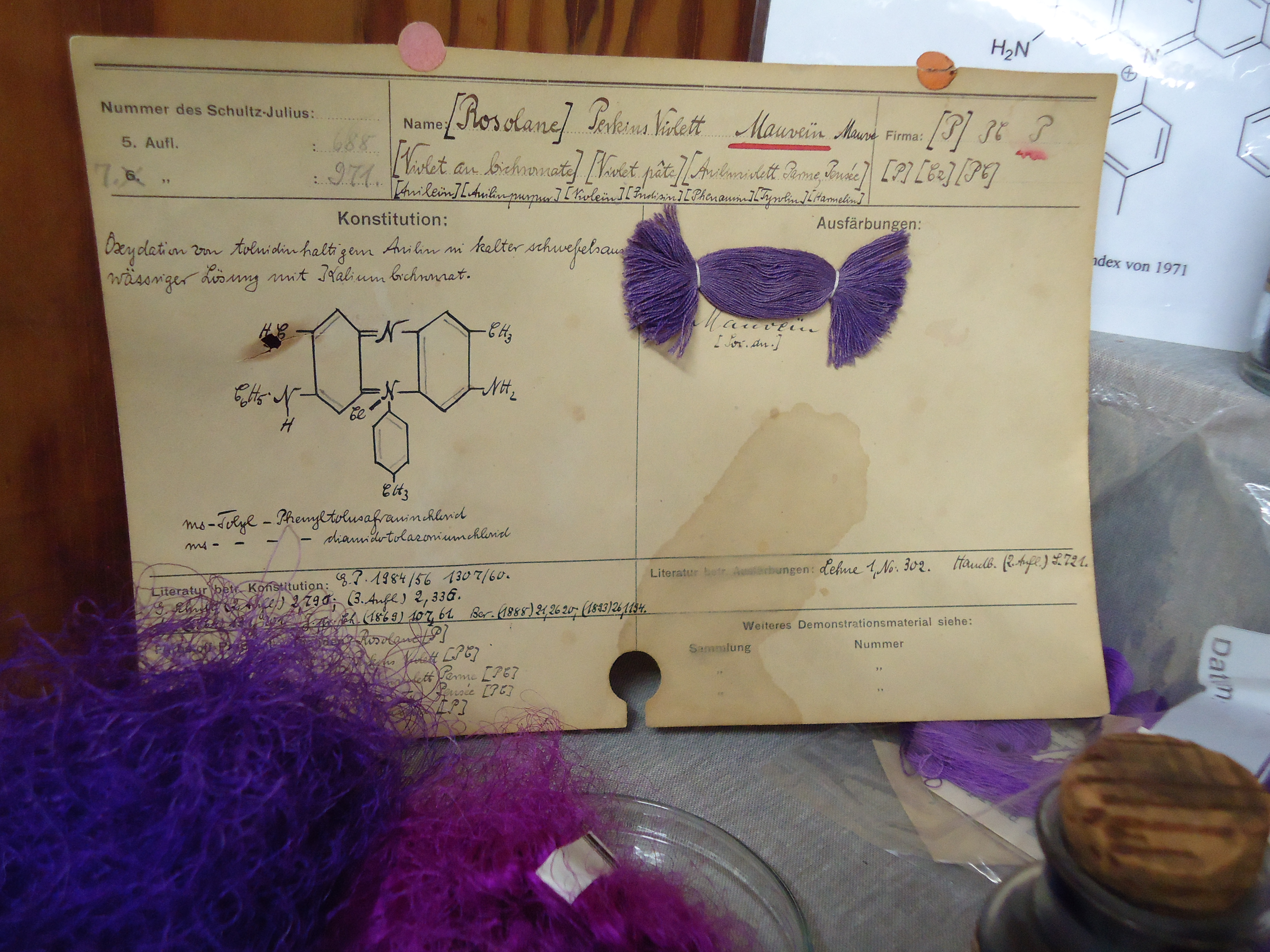
Mauvein (Historische Farbstoffsammlung der TU Dresden)

Die Mauveine sind eine Gruppe basischer Azinfarbstoffe in der namensgebenden Farbe Mauve. Chemisch handelt es sich um strukturell sehr ähnlich aufgebaute Phenazin-Derivate, die zu den Safraninen gezählt werden. Das bei der Herstellung des Farbstoffs entstehende Gemisch der Einzelverbindungen dient(e) in erster Linie als Textilfarbstoff. Als solcher ist er auch unter den Namen Anilinpurpur und Perkinviolett bekannt.

## Geschichte
Mauvein wurde 1856 von dem damals erst 18-jährigen William Henry Perkin erfunden, als er versuchte, Chinin zu synthetisieren. Er stellte den Farbstoff aus Anilin her, das mit Kaliumdichromat oxidiert wurde. Das von ihm als Ausgangsstoff verwendete Anilin enthielt allerdings erhebliche Mengen an o- und p-Toluidin, so dass das erhaltene Produkt ein Gemisch aus Mauvein und Pseudomauvein war. Der Legende nach war Perkins erstes gefärbtes Stück Stoff eine vorher weiße Bluse seiner Schwester, die dann in leuchtender Malvenfarbe erstrahlte.

## Vertreter
Die Mauveine unterscheiden sich in Anzahl und Position der Methylgruppen. In historischen Farbstoffproben wurden bis zu 13 unterschiedliche Einzelverbindungen nachgewiesen, die Hauptkomponenten waren dabei Mauvein A, B, B2 und C, also Strukturen mit 26 bis 28 C-Atomen.
| Mauveine                |                     |                                                                  |                |                      |
| Name                    | Mauvein A           | Mauvein B                                                        | Mauvein B2     | Mauvein C            |
| Strukturformel (Kation) | Mauvein A           | Mauvein B                                                        | Mauvein B2     | Mauvein C            |
| Andere Namen            |                     | 3-Amino-2,9-dimethyl-5-phenyl-7- (p-tolylamino)phenaziniumacetat |                |                      |
| CAS-Nummer              |                     | 153343-19-2 (Kation) 153343-20-5 (Acetat)                        |                | 946132-01-0 (Kation) |
| CAS-Nummer              | 6373-22-4 (Gemisch) |                                                                  |                |                      |
| PubChem                 |                     | 407617                                                           |                |                      |
| Summenformel (Kation)   | C26H23N4+           | C27H25N4+                                                        | C27H25N4+      | C28H27N4+            |
| Molare Masse (Kation)   | 391,19 g·mol−1      | 405,21 g·mol−1                                                   | 405,21 g·mol−1 | 419,22 g·mol−1       |

## Eigenschaften
Mauvein (CAS: 6373-22-4) ist ein fast schwarzes Pulver, das unlöslich in Wasser, jedoch löslich in Ethanol ist. Es ist beständig gegen Alkalien und Säuren. Ein Hydrochlorid bildet grünlich glänzende Prismen.
Es besitzt eine hohe Affinität zu Faserstoffen, insbesondere Baumwolle und Seide, die brillant gefärbt werden.

## Verwendung

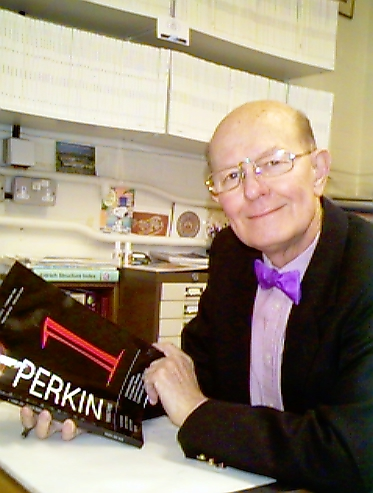
Der britische Professor für Organische Chemie Charles Rees mit einer Mauvein-gefärbten Fliege und dem nach Perkin benannten Journal of the Chemical Society.

Bis Ende des 19., Anfang des 20. Jahrhunderts wurden die englischen Penny-Briefmarken mit Mauvein gefärbt. Heute hat Mauvein keine Bedeutung mehr als Farbstoff.